# Hugo Jaeggi
Hugo Josef Jaeggi (Soleura, Suiza, 15 de mayo de 1936 - Burg im Leimental, Suiza, 23 de agosto de 2018) fue un fotógrafo suizo.

## Vida y obra
Hugo Jaeggi completó su aprendizaje como fotógrafo con Ernst Räss de 1953 a 1956 en Solothurn, después de graduarse de la escuela secundaria en 1953. En el período siguiente, de 1958 a 1959, trabajó como camarógrafo para la televisión suiza . Hugo Jaeggi aprobó el examen de maestro artesano en 1960. Desde entonces dirigió su propio negocio fotográfico en Basilea como fotógrafo autónomo hasta 1974. Desde 1983 vivió y trabajó en Burg im Leimental (Canton Basel-Landschaft). Jaeggi se dedicó constantemente a sus propios proyectos fotográficos con altos estándares artísticos, especialmente en el campo del retrato . Viajó junto - a menudo con su amigo periodista Peter Jaeggi - a Guatemala, India, Bielorrusia y países africanos, entre otros. Siempre usó estas órdenes para crear sus propias imágenes, muy personales y en su mayoría en blanco y negro, además de la “parte obligatoria” en color para los medios de comunicación. Si bien las fotos del reportaje aparecieron en muchos medios impresos diferentes, incluida la revista del Basler Zeitung, el artista completaba continuamente su trabajo fotográfico personal.
Jaeggi trató de capturar sus experiencias y sueños en imágenes compuestas repetidamente que fueron bañadas por una luz especial. Los parámetros clásicos del diseño, una composición y una narración bien pensadas en varios niveles narrativos, siguieron siendo criterios esenciales para él. Durante seis décadas utilizó su probada cámara Leica de 35 mm con una lente de 35 mm.
“Hugo Jaeggi también es un narrador virtuoso. Sobre todo, el encuentro con la gente lo inspira a registrar historias de vida y destinos, a acompañar los desarrollos, a observar los cambios y a pensar en estos cambios ", escribió Peter Pfrunder, director de la Swiss Photo Foundation sobre Hugo Jaeggi (en : Peter Jaeggi y Peter Pfrunder (ed.), «Hugo Jaeggi. Cerca de la gente: fotografías », Benteli, Berna). La Fotostiftung Schweiz Winterthur archiva más de 600 impresiones en gelatina de plata del artista (a partir de 2017).
Los temas de Hugo Jaeggi incluyen: retrato, paisaje, naturaleza muerta, vida cotidiana, industria (Von Roll), trabajo, varios proyectos a largo plazo, cuestiones humanitarias, etc. una. en Suiza y Europa: Bielorrusia, República Checa, África: Tanzania, Asia: India, América del Sur: Guatemala a. v. una.
Enseñó en una escuela Steiner hasta 2016. A partir de 2006, Hugo Jaeggi recurrió a los cambios en las inmediaciones con la cámara digital cuando descubrió la naturaleza extraordinaria de los procesos naturales de descomposición en las inmediaciones de su casa.
Jaeggi murió de cáncer en 2018 a la edad de 82 años.